# Haarige Großohrblattnase

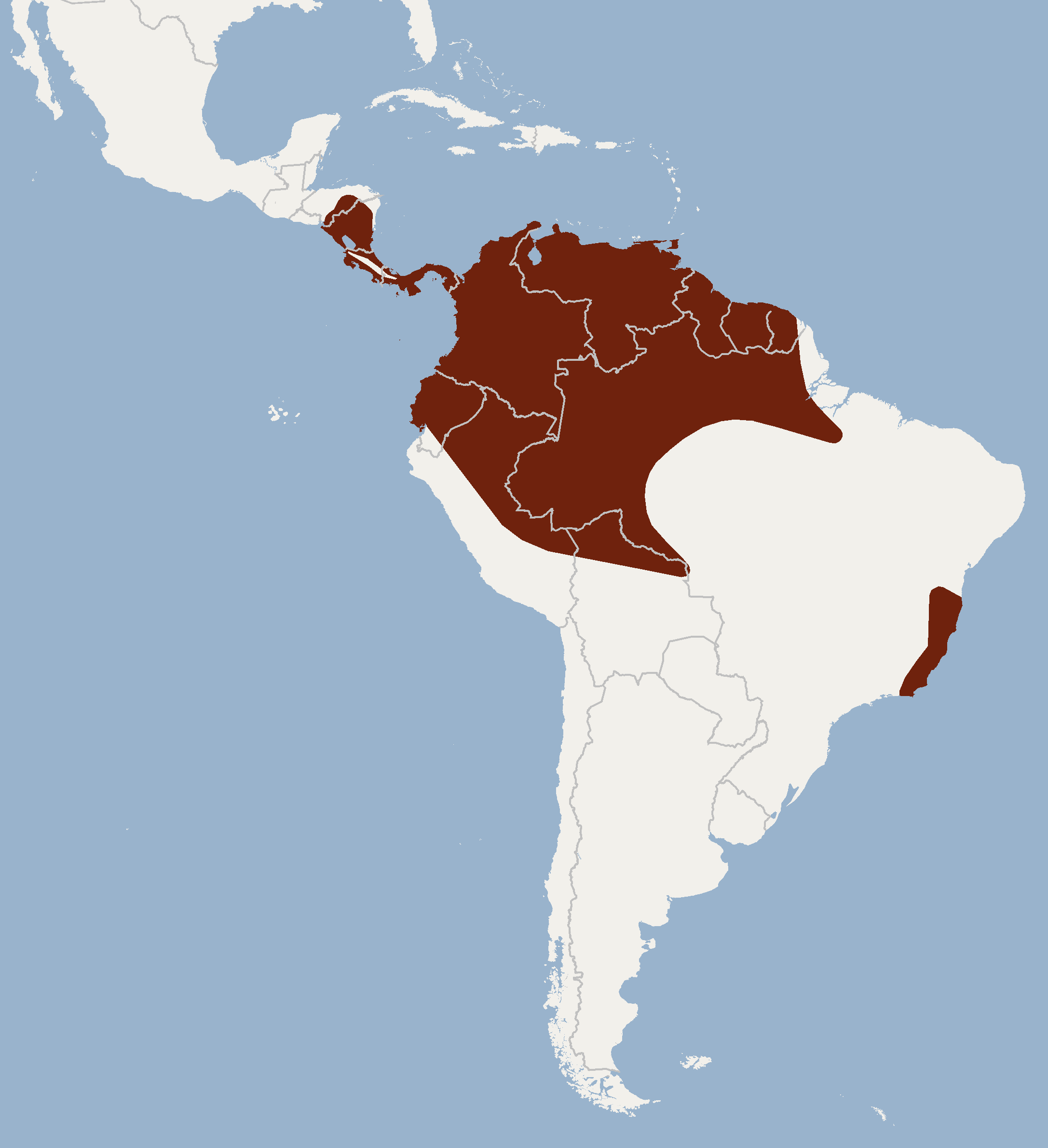
Verbreitungsgebiet der Haarigen Großohrblattnase

Die in Mittel- und Südamerika verbreitete Haarige Großohrblattnase (Micronycteris hirsuta) ist ein Fledertier in der Unterfamilie der Lanzennasen. Das Typusexemplar stammt aus der Provinz Guanacaste im nordwestlichen Costa Rica. Die Art ist in älteren Werken der einzige Vertreter der Untergattung Xenoctenes.

## Merkmale
Die für die Gattung große Haarige Großohrblattnase ist ohne Schwanz 54 bis 75 mm lang, die Schwanzlänge beträgt 11 bis 22 mm und das Gewicht liegt bei 10 bis 18,5 g. Sie hat 41 bis 48,5 mm lange Unterarme, Hinterfüße von 9 bis 18 mm Länge und 21 bis 33 mm lange Ohren. Wie bei anderen Gattungsvertretern besteht das Nasenblatt aus einer runden Grundform und einem lanzenförmigen Aufsatz. Die meisten Haare der Oberseite sind nahe der Wurzel hell und an den Spitzen dunkel, was ein graues bis braunes Aussehen erzeugt. Am Kopf und um den Hals nimmt der hellgraue bis weiße Abschnitt an der Basis etwa 2/3 bis die Hälfte der Haarlänge ein und die Spitzen sind dunkelgrau. Auf der helleren Unterseite besitzen die Haare cremefarbene Spitzen, was Raureif ähnelt. Bei Männchen bilden längere Haare um die Ohren einen Kranz oder Schopf. Die Behaarung erreicht entlang der Unterarme die Flügel. Typisch für die langen Ohren ist eine Falte im vorderen Bereich und ein Hautstreifen, der beide verbindet. Die Art hat einen Fersensporn (Calcar) der länger als der Fuß ist. Bei ihr ist der Schwanz fast vollständig in die Schwanzflughaut eingebettet. Je nach Population besteht der diploide Chromosomensatz aus 26, 28 oder 30 Chromosomen.

## Verbreitung
Diese Fledermaus hat eine größere Population vom südlichen Honduras bis zum Amazonasbecken, nach Ecuador, zum östlichen Peru und zum nördlichen Bolivien. Eine weitere Population lebt im östlichen Brasilien vom Bundesstaat Bahia bis Espírito Santo. Die Haarige Großohrblattnase lebt im Flachland und in mittleren Gebirgen bis 1500 Meter Höhe. Sie bevorzugt ursprüngliche Wälder, wie Wolken- und Nebelwälder, und besucht gelegentlich Kahlschläge mit Wasserquellen sowie Savannen. Meist wird die Art in der Nähe von Wasserläufen oder Sümpfen dokumentiert.

## Lebensweise
Die nachtaktiven Exemplare ruhen in Baumhöhlen, Gebäuden, Erdlöchern zwischen Wurzeln, in Straßendurchlässen oder unter Brücken sowie unter Holzklötzen. Sie suchen meist in den ersten 3,5 Stunden ab der Dämmerung nach Nahrung und können selten am frühen Morgen beobachtet werden. Wenige Erwachsene und Jungtiere bilden im Versteck Gruppen mit maximal fünf Mitgliedern. Die Haarige Großohrblattnase fängt ihre Beute im Flug oder pflückt sie von Gewächsen und nimmt in der Trockenzeit zusätzlich Früchte zu sich. Sie frisst Heuschrecken, Käfer, Schaben, Echte Motten, Libellen, Schnabelkerfe, Hautflügler (meist fliegende Ameisen) und die Larven anderer Insekten. Diese Fledermaus erkennt Beutetiere durch deren Geräusche und nutzt die Echoortung. Große Insekten und Früchte werden zu einem Versteck getragen und dort verzehrt. Früchte stammen oft von Scheibenblumengewächsen, Pfeffergewächsen, Lorbeergewächsen, Sumachgewächsen und Passionsblumengewächsen. Mit den Insekten werden auch Blätter zum Unterschlupf getragen, ohne Information, ob diese gefressen werden.
In Mittelamerika finden die meisten Geburten zur Mitte oder am Ende der Trockenzeit statt. Eine weitere Häufung von Jungtieren kann es zur mittleren Regenzeit geben. Vermutlich sind die Verhältnisse in Südamerika ähnlich. Für Blattnasen ist ein Neugeborenes pro Wurf üblich.

## Gefährdung
Regional kann sich die Abholzung von Wäldern negativ auswirken. Die Populationsgröße schwankt merkbar zwischen unterschiedlichen Regionen. Im Verbreitungsgebiet gibt es mehrere Schutzzonen. Die IUCN listet die Haarige Großohrblattnase deshalb als nicht gefährdet (least concern).